# Championnat de France Pro B de tennis de table 2013-2014
Navigation
Pro B 2012-2013 Pro B 2014-2015
Le Championnat de France Pro B de tennis de table 2013-2014 est la onzième édition du Championnat de France Pro B de tennis de table, second niveau des championnats de tennis de table par équipes en France. Il débute le 26 septembre 2013 pour se terminer le 4 juin 2014.
| \| CA Mayenne AL Échirolles-Eybens Mulhouse TT CTT Élancourt ASRTT Etival-Raon Paris 13 TT EP Isséenne St-Denis H/F Pontault-Combault Loire Nord Nice Cavigal SPO Rouen Gd-Quevilly Metz TT Morez HJ \| Localisation des clubs engagés dans le championnat. |
| CA Mayenne AL Échirolles-Eybens Mulhouse TT CTT Élancourt ASRTT Etival-Raon Paris 13 TT EP Isséenne St-Denis H/F Pontault-Combault Loire Nord Nice Cavigal SPO Rouen Gd-Quevilly Metz TT Morez HJ                                                           |

## Avant-saison
- À l'issue de la saison de Pro A masculine 2012-2013, la Bayard Argentan et le TT Saint-Louis sont sportivement relégués en Pro B. À la suite du retrait de la VGA Saint-Maur des championnats professionnels pour difficultés financières, Argentan se maintient administrativement en Pro A. et l'ALCL Grand-Quevilly en Pro B.
- L'US Fontenay, en proie à de graves difficultés financières est contraint de se retirer de la Pro B, repêchant le troisième du Nationale 1 de l'année dernière, le TTC Nantes Atlantique qui remonte en Pro B six ans après sa dernière saison avortée pour difficultés financières également.

- À l'issue de la saison de Pro A féminine 2012-2013, l'ASTT Miramas et l'US Saint-Berthevin/Saint-Loup TT sont sportivement relégués en Pro B. Or ce dernier ainsi que le SA Souché Niort en proie à de graves difficultés financières, sont contraints de se retirer des championnats pros, maintenant coup sur coup l'ASTT Miramas en Pro A et l'US Saint-Denis en Pro B.
- La réserve du Quimper CTT, sacrée Championnes de France de Nationale, ne pouvant monter en Pro B, c'est l'EP Isséenne, deuxième de sa poule derrière les bretonnes qui montent en Pro B pour la première fois de leur histoire.

- Le Beauchamp CTT se retire pour la deuxième fois de son histoire de la Pro B féminine pour difficultés financières. Le TT Joué-lés-Tours ne pouvant être repêché en tant que dernier de Pro B la saison dernière, ses deux clubs ne seront pas remplacés en Pro B cette saison, à la suite du refus de l'AL Croix-Rousse, deuxième de sa poule derrière le Paris 13 TT Vice-Champion de France de Nationale 1 et donc automatiquement promu, d'accéder aux Championnats pros. La Pro B féminine se jouera à 8 clubs cette saison dans laquelle ne figurent aucun relégué de la dernière Pro A.

## Championnat masculin

### Clubs engagés
| Cl | Équipes                     | NS                  | Meilleur résultat   | Pts                 | J                   | V                   | N                   | D                   | P                   | Pp                  | Pc                  | Diff                | Champ. 2012-2013 |
| -- | --------------------------- | ------------------- | ------------------- | ------------------- | ------------------- | ------------------- | ------------------- | ------------------- | ------------------- | ------------------- | ------------------- | ------------------- | ---------------- |
| 2  | Nice Cavigal TT             | 6                   | Vice-Champion       | 211                 | 108                 | 39                  | 25                  | 44                  | -                   | -                   | -                   | -                   | Pro B            |
| 3  | Metz TT                     | 6                   | 3e                  | 187                 | 102                 | 27                  | 32                  | 42                  | 1                   | 245                 | 291                 | -46                 | Pro B            |
| 7  | Saint Denis US 93 TT        | 5                   | Vice-Champion       | 173                 | 80                  | 38                  | 17                  | 25                  | -                   | 228                 | 195                 | +33                 | Pro B            |
| 8  | TTC Nantes Atlantique       | 5                   | 4e                  | 122                 | 66                  | 20                  | 16                  | 30                  | -                   | -                   | -                   | -                   | Nationale 1      |
| 13 | TT Saint-Louis              | 3                   | 3e                  | 104                 | 52                  | 17                  | 18                  | 17                  | -                   | 142                 | 140                 | +2                  | Pro A            |
| 14 | SPO Rouen                   | 3                   | 3e                  | 110                 | 52                  | 22                  | 14                  | 16                  | -                   | 150                 | 125                 | +25                 | Pro B            |
| 21 | Morez Haut-Jura             | 2                   | 5e                  | 74                  | 36                  | 13                  | 12                  | 11                  | -                   | 101                 | 88                  | +13                 | Pro B            |
| 26 | ALCL Grand-Quevilly         | 1                   | 9e                  | 29                  | 18                  | 2                   | 7                   | 9                   | -                   | 36                  | 60                  | -24                 | Pro B            |
| 29 | Roanne-Coteau Loire Nord TT | 1re saison en Pro B | 1re saison en Pro B | 1re saison en Pro B | 1re saison en Pro B | 1re saison en Pro B | 1re saison en Pro B | 1re saison en Pro B | 1re saison en Pro B | 1re saison en Pro B | 1re saison en Pro B | 1re saison en Pro B | Nationale 1      |
| 30 | USM Pontault-Combault       | 1re saison en Pro B | 1re saison en Pro B | 1re saison en Pro B | 1re saison en Pro B | 1re saison en Pro B | 1re saison en Pro B | 1re saison en Pro B | 1re saison en Pro B | 1re saison en Pro B | 1re saison en Pro B | 1re saison en Pro B | Nationale 1      |

### Classement Général
| Rang | Équipe                      | Pts | J  | V  | N | D  | F | Pp | Pc | Diff |
| ---- | --------------------------- | --- | -- | -- | - | -- | - | -- | -- | ---- |
| 1    | Morez Haut-Jura             | 49  | 18 | 15 | 1 | 2  | 0 | 63 | 22 | +41  |
| -    | TT Saint-Louis              | 49  | 18 | 14 | 3 | 1  | 0 | 65 | 22 | +43  |
| 3    | US Saint-Denis              | 47  | 18 | 14 | 1 | 3  | 0 | 64 | 26 | +38  |
| 4    | SPO Rouen                   | 36  | 18 | 9  | 0 | 9  | 0 | 47 | 43 | +4   |
| 5    | ALCL Grand-Quevilly         | 35  | 18 | 7  | 3 | 8  | 0 | 43 | 48 | -5   |
| -    | Nice Cavigal                | 35  | 18 | 7  | 4 | 6  | 1 | 44 | 47 | -3   |
| -    | Roanne-Coteau Loire Nord TT | 35  | 18 | 7  | 3 | 8  | 0 | 46 | 48 | -2   |
| 8    | Metz TT                     | 29  | 18 | 3  | 5 | 10 | 0 | 36 | 59 | -23  |
| 9    | TTC Nantes Atlantique       | 26  | 18 | 3  | 2 | 13 | 0 | 30 | 59 | -29  |
| 10   | USM Pontault-Combault       | 18  | 18 | 0  | 0 | 18 | 0 | 8  | 72 | -64  |

## Championnat féminin

### Clubs engagés
| Clt | Équipes              | NS                  | Meilleur résultat   | Pts                 | J                   | V                   | N                   | D                   | P                   | Pp                  | Pc                  | Diff                | Ch. 2011-12 |
| --- | -------------------- | ------------------- | ------------------- | ------------------- | ------------------- | ------------------- | ------------------- | ------------------- | ------------------- | ------------------- | ------------------- | ------------------- | ----------- |
| 1   | AL Échirolles-Eybens | 8                   | 3e                  | 250                 | 140                 | 38                  | 34                  | 68                  | -                   | 313                 | 416                 | -103                | Pro B       |
| 8   | Mulhouse TT          | 4                   | 3e                  | 141                 | 70                  | 28                  | 15                  | 27                  | -                   | 198                 | 184                 | +14                 | Pro B       |
| 20  | CA Mayennais TT      | 2                   | 7e                  | 60                  | 36                  | 9                   | 6                   | 21                  | -                   | 73                  | 115                 | -42                 | Pro B       |
| 21  | ASRTT Etival-Raon    | 2                   | 6e                  | 59                  | 34                  | 8                   | 9                   | 17                  | -                   | 84                  | 102                 | -18                 | Pro B       |
| 25  | CTT Élancourt        | 1                   | 5e                  | 35                  | 18                  | 6                   | 5                   | 7                   | -                   | 53                  | 49                  | +4                  | Pro B       |
| 26  | Saint-Denis US 93 TT | 1                   | 9e                  | 30                  | 18                  | 2                   | 8                   | 8                   | -                   | 43                  | 60                  | -17                 | Pro B       |
| 33  | Paris 13 TT          | 1re saison en Pro B | 1re saison en Pro B | 1re saison en Pro B | 1re saison en Pro B | 1re saison en Pro B | 1re saison en Pro B | 1re saison en Pro B | 1re saison en Pro B | 1re saison en Pro B | 1re saison en Pro B | 1re saison en Pro B | Nationale 1 |
| 34  | EP Isséenne          | 1re saison en Pro B | 1re saison en Pro B | 1re saison en Pro B | 1re saison en Pro B | 1re saison en Pro B | 1re saison en Pro B | 1re saison en Pro B | 1re saison en Pro B | 1re saison en Pro B | 1re saison en Pro B | 1re saison en Pro B | Nationale 1 |

### Classement Général
| Rang | Équipe               | Pts | J  | V  | N | D | F | Pp | Pc | Diff |
| ---- | -------------------- | --- | -- | -- | - | - | - | -- | -- | ---- |
| 1    | CTT Élancourt        | 37  | 14 | 11 | 1 | 2 | 0 | 51 | 19 | +32  |
| 2    | CA Mayenne           | 34  | 14 | 9  | 2 | 3 | 0 | 45 | 26 | +19  |
| 3    | US Saint-Denis       | 28  | 14 | 5  | 4 | 5 | 0 | 35 | 39 | -4   |
| 4    | EP Isséenne          | 27  | 14 | 5  | 3 | 6 | 0 | 37 | 39 | -2   |
| 5    | ASRTT Etival-Raon    | 25  | 14 | 4  | 3 | 7 | 0 | 31 | 44 | -13  |
| -    | AL Échirolles-Eybens | 25  | 14 | 5  | 1 | 8 | 0 | 34 | 41 | -7   |
| -    | Mulhouse TT          | 25  | 14 | 5  | 1 | 8 | 0 | 31 | 41 | -10  |
| 8    | Paris 13 TT          | 23  | 14 | 3  | 3 | 8 | 0 | 31 | 46 | -15  |